# Meriania kirkbridei
Meriania kirkbridei är en tvåhjärtbladig växtart som beskrevs av John Julius Wurdack. Meriania kirkbridei ingår i släktet Meriania och familjen Melastomataceae. IUCN kategoriserar arten globalt som sårbar.
Artens utbredningsområde är Ecuador. Inga underarter finns listade i Catalogue of Life.